# Cleo (zangeres)
Joanna Krystyna Klepko (Szczecin , 25 juni 1983), beter bekend onder haar artiestennaam Cleo, is een Pools zangeres.

## Biografie
Joanna Klepko begon haar muzikale carrière nadat ze was afgestudeerd als architecte. Ze was lid van het gospelkoor Soul Connection. Ze nam deel aan de muziekcompetitie Studio Garaż, waarin ze de eerste plaats behaalde. Sinds 2013 werkt ze samen met Donatan.
In februari 2014 werd zij door de Poolse openbare omroep aangeduid als Pools vertegenwoordigster op het Eurovisiesongfestival 2014. Samen met Donatan zou zij in de Deense hoofdstad Kopenhagen het nummer My Słowianie ten gehore brengen. Donatan stond echter zelf niet op het podium in de Deense hoofdstad Kopenhagen. Zangeres Cleo werd bij het optreden bijgestaan door enkele dames met diepe decolletés. Het lied haalde er in de finale de 14de plaats.
1994: Edyta Górniak · 
1995: Justyna Steczkowska · 
1996: Kasia Kowalska · 
1997: Anna Maria Jopek · 
1998: Sixteen · 
1999: Mietek Szcześniak · 
2001: Piasek · 
2003: Ich Troje · 
2004: Blue Café · 
2005: Ivan & Delfin · 
2006: Ich Troje · 
2007: The Jet Set · 
2008: Isis Gee · 
2009: Lidia Kopania · 
2010: Marcin Mroziński · 
2011: Magdalena Tul · 
2014: Donatan & Cleo · 
2015: Monika Kuszyńska · 
2016: Michał Szpak · 
2017: Kasia Moś · 
2018: Gromee feat. Lukas Meijer · 
2019: Tulia · 
2021: Rafał · 
2022: Ochman · 
2023: Blanka · 
2024: Luna · 
2025: Justyna Steczkowska
- International Standard Name Identifier: 0000 0004 3468 8114
- MusicBrainz: 3bfa10bd-3397-4509-8eef-361e2cf9fd3c
- Virtual International Authority File: 308781193